# Hans Bourquin
Hans Bourquin, švicarski veslač, * 16. oktober 1914, † 1998.
Bourquin je za Švico nastopil na Poletnih olimpijskih igrah 1928 in tam kot krmar dvojca s krmarjem osvojil zlato medaljo.